# Antti-Matti Siikala

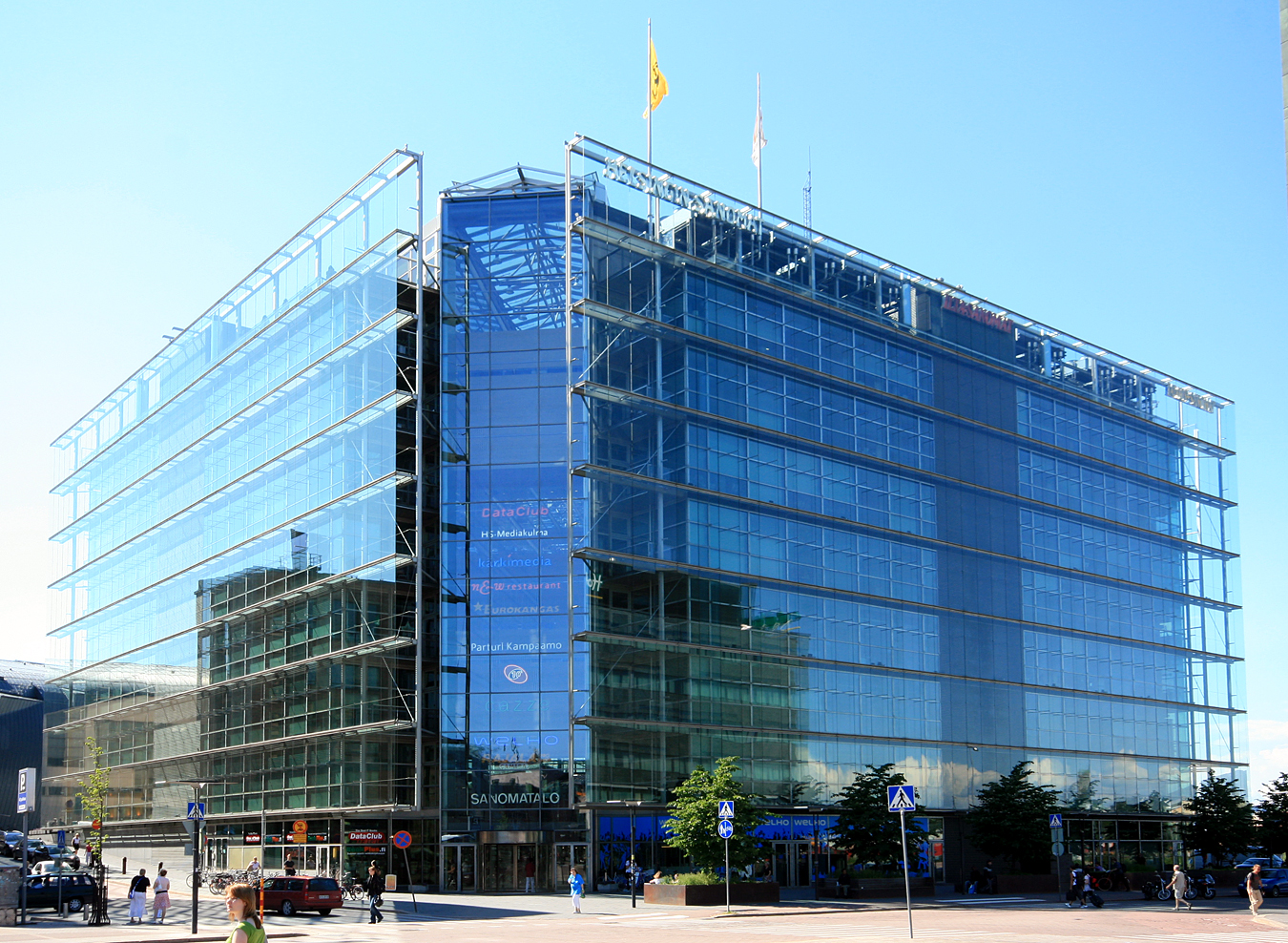
Sanomahuset i Helsingfors.

Antti-Matti Siikala, född 26 juli 1964 i Åbo, är en finländsk arkitekt. 
Hans byggnader präglas av en luftig, modernistisk stil. År 2002 befordrades han till professor i byggnadslära vid Tekniska högskolan i Helsingfors (nuvarande Aalto-universitetets högskola för konst, design och arkitektur).
Siikala mottog Undervisnings- och kulturministeriets Finlandspris för ung konst 1996.

## Verk i urval
- 1999 – Sanomahuset i Helsingfors, tillsammans med Jan Söderlund.
- 2000 – Finlands paviljong på världsutställningen i Hannover, tillsammans med hustrun Sarlotta Narjus.
- 2001 – Kones skyskrapa i Esbo.
- 2004 – Skogsforskningsinstitutets byggnad i Joensuu.